# Штемпель, Владимир Готгардович
Владимир Готгардович Штемпель — русский морской офицер, начальник инструментальной мастерской при Главном Гидрографическом Управлении, изобретатель.
Из рода баронов фон Штемпель, уроженец города Ревель Эстляндской губернии. В службу вступил 23.05.1853 в Штурманский полуэкипаж, кадетом. Окончил Санкт-Петербургское Штурманское училище в Кронштадте. Выпускник 17.04.1868 в кондукторы Корпуса Флотских Штурманов и назначен в распоряжение Гидрографического Департамента Морского Министерства, причислен к 8-му флотскому экипажу 12.12.1869. Капитан Главного адмиралтейства, начальник мастерской мореходных инструментов в Главном гидрографическом управлении. В 1902—1904 гг. начальник Императорского Петербургского яхт-клуба, а в 1914—1917 гг. — его последний командор.